# Reginaldo Rossi
Reginaldo Rossi, nome completo Reginaldo Rodrigues dos Santos (Recife, 14 febbraio 1944 – Recife, 20 dicembre 2013), è stato un cantante e compositore brasiliano.

## Biografia
Laureato in ingegneria civile, insegnò per alcuni anni fisica e matematica.  Si avvicinò poi alla musica, influenzato da Elvis Presley e dai Beatles, iniziando la sua carriera cantando pezzi rock e proponendosi anche come crooner nei locali notturni.
Col suo repertorio di musica popolare, era conosciuto come Rei do Brega (Re della Musica Brega).
Morì il 20 dicembre 2013 di carcinoma del polmone, a 69 anni di età. Era sposato con Celeide Neves, che gli sopravvisse solo otto mesi: la donna morì per infarto, e come il marito a Recife.

## Discografia
LPs
- 1966 - O pão; Chantecler
- 1967 - Festa dos pães; Chantecler
- 1968 - O Quente (1968); Chantecler
- 1970 - À procura de você; CBS
- 1971 - Reginaldo Rossi; CBS
- 1972 - Nos teus braços; CBS
- 1973 - Reginaldo Rossi; CBS
- 1974 - Reginaldo Rossi; CBS
- 1976 - Reginaldo Rossi; Beverly
- 1977 - Chega de promessas; CBS
- 1980 - A volta; EMI
- 1981 - Cheio de amor; EMI
- 1982 - A raposa e as uvas; EMI
- 1983 - Sonha comigo; EMI
- 1984 - Não consigo te esquecer; EMI
- 1985 - Só sei que te quero bem; EMI
- 1986 - Com todo coração; EMI
- 1987 - Teu melhor amigo; EMI
- 1989 - Momentos de amor; EMI
- 1990 - O rei; EMI
- 1992 - Reginaldo Rossi; Celim

CDs
- 1997 - Reginaldo Rossi - Tão Sofrido; Polydisc
- 1998 - Reginaldo Rossi-ao vivo; Polydisc
- 1999 - Reginaldo Rossi the king; Sony Music
- 1999 - Popularidade-Reginaldo Rossi; Continental
- 2000 - Reginaldo Rossi; Sony Music
- 2001 - Reginaldo Rossi ao vivo; Sony Music
- 2001 - Para Sempre -Reginaldo Rossi; EMI
- 2003 - Reginaldo Rossi; EMI
- 2003 - Ao Vivo, O melhor do brega; Indie Records
- 2010 - Cabaret do Rossi